# 元妙观 (惠州)
元妙观是广东省惠州市的一座道观，位于惠州西湖平湖之北，始建于唐天宝七年，本名“朝元观”。后唐时已毁，宋祥符九年重建，名“天庆观”，元元贞二年改为“玄妙观”。历经多次兴废，现建筑为1980年代重建。院内有殿楼亭阁，塑像十几尊，并有名人碑刻。1984年被列入惠州市文物保护单位。
包含正殿大門、呂祖殿、長春殿、關帝殿、玄天上帝殿、客房宿舍、藏經閣、道協辦公樓、道教歷史文化展廳等在內的建築